# Phantom Planet
I Phantom Planet sono un gruppo alternative rock proveniente dalla California, che ha mosso i primi passi nei dintorni di Los Angeles.
La loro canzone più popolare è California, che è diventata la colonna sonora del popolare telefilm The O.C. della Fox.
I Phantom Planet hanno anche registrato una cover di Jackson Browne, Somebody's Baby per il film Non è un'altra stupida commedia americana.
Il brano Big Brat è stato invece inserito nella colonna sonora del videogioco Driv3r.
La loro prima registrazione è una collezione di suoni surf rock che rievoca i The Beach Boys. Il loro secondo album presenta sonorità legate al rock classico, alla musica degli U2 e dei Blur. Il loro terzo e più recente album è un miscuglio di suoni descritto dai membri della band come una fusione tra le influenze derivanti da complessi quali Fugazi, The Who, The Cure, The Flaming Lips, e The Clash.

## Storia del gruppo
Hanno suonato il loro primo concerto nel 1995 al The Dragonfly di Hollywood. La maggior parte dei loro amici non erano presenti poiché loro frequentavano ancora il liceo, mentre The Dragonfly accetta solo clienti sopra i 21 anni. Due delle canzoni da loro suonate sono presenti nel materiale bonus del DVD Chicago, Chicagogoing, Chicagogone. Fra le canzoni suonate ci sono My Friend Liz's Dad, e una cover dei The Beastie Boys del 1994, Sabotage.
I Phantom Planet sono apparsi in programmi televisivi come Sabrina la strega, suonando So I Fall Again, e American Dreams, impersonando la rock band britannica The Zombies. Sono apparsi nel remake del film The Bad News Bears, dando alla band il nome dei The Bloodfarts. Nel 2005 hanno realizzato una cover dei CSNY, "Our House" per il film Kidnapped - Il rapimento.
La band ha preso il nome dalla colonna sonora di un film di serie B del 1961 intitolato Il pianeta fantasma (The Phantom Planet). Hanno deciso il loro nome nel 1994 in un Pizza Hut.
Il leader cantante e compositore Alex Greenwald è diventato un modello popolare ed il viso ben noto di molte pubblicità di vestiti, come Gap. Greenwald ha anche suonato nel 2001 per il film Donnie Darko, oltre ad avervi recitato. Il bassista Sam Farrar è il figlio di John Farrar, il cantautore conosciuto per le note canzoni di Grease ed altre canzoni cantate da Olivia Newton-John.
L'ex-batterista Jason Schwartzman è il figlio dell'attrice Talia Shire e nipote del famoso regista Francis Ford Coppola. Schwartzman è diventato poi famoso come attore grazie ai ruoli in film come Rushmore, Shopgirl, al CQ di Roman Coppola, Vita da strega, è apparso nel film di Sofia Coppola, Marie-Antoinette e nel film Saving Mr. Banks del 2013.

## Formazione

### Formazione attuale
- Alex Greenwald - voce, chitarra
- Sam Farrar - basso
- Darren Robinson - tastiera
- Jeff Conrad - batteria

### Ex componenti
- Jacques Brautbar - chitarra, voce
- Jason Schwartzman - batteria

## Discografia

### Album in studio
- 1998 – Phantom Planet Is Missing
- 2002 – The Guest
- 2003 – Phantom Planet
- 2008 – Raise the Dead
- 2020 - Devastator

### EP
- 2001 – Live

### Singoli
- 2002 – California
- 2002 – The Happy Ending/Clockwork
- 2004 – Big Brat

### DVD
- 2003 – Phantom Planet: Live at the Troubadour
- 2004 – Phantom Planet: Chicago, Chicagogoing, Chicagogone

### Partecipazioni
Nelle seguenti colonne sonore sono contenuti brani dei Phantom Planet
- 2002 – Orange County: The Soundtrack
- 2003 – Music from the OC: Mix 1
- 2005 – Music from the OC: Mix 5
- 2005 – Stubbs the Zombie: The Soundtrack
- 2005 – The Bad News Bears: Original Motion Picture Soundtrack